# NGC 6970
NGC 6970 ist eine Spiralgalaxie vom Hubble-Typ Sa im Sternbild Indianer am Südsternhimmel. Sie ist schätzungsweise 216 Millionen Lichtjahre von der Milchstraße entfernt und hat einen Durchmesser von etwa 70.000 Lichtjahren. Vermutlich bildet sie gemeinsam mit PGC 129695 ein gravitativ gebundenes Galaxienpaar und ist Mitglied der dreizehn Galaxien umfassenden NGC 7038-Gruppe (LGG 441).
Das Objekt wurde am 2. Oktober 1834 von John Herschel entdeckt.